# Melitturga barbarae
Melitturga barbarae is een vliesvleugelig insect uit de familie Andrenidae. De wetenschappelijke naam van de soort is voor het eerst geldig gepubliceerd in 1991 door Eardley.